# Hidrostatică

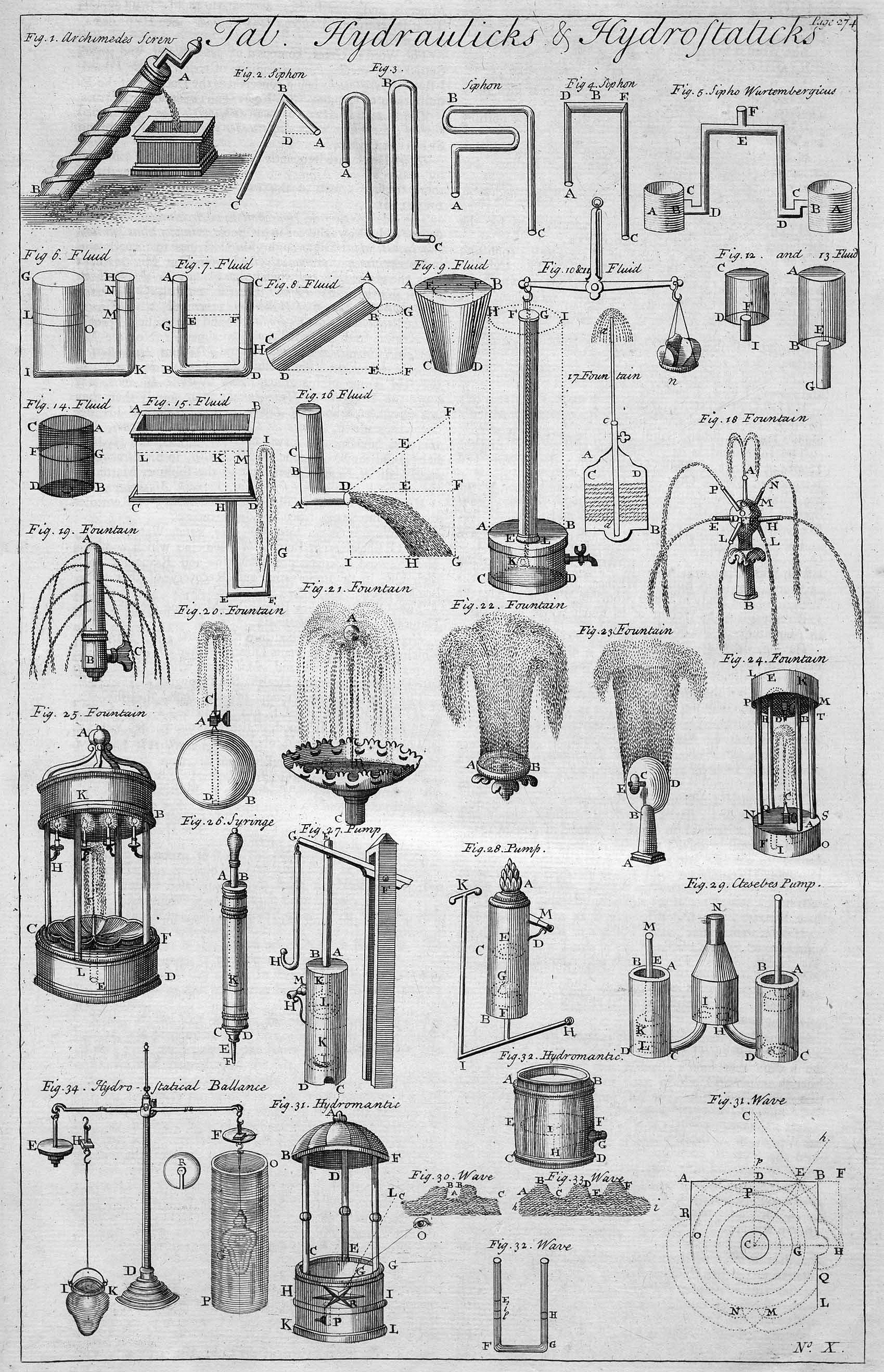
Tabel cu ilustrații din hidraulică și hidrostatică, Cyclopaedia, vol. I, 1728.

Hidrostatica, sau statica fluidelor, este o ramură a mecanicii fluidelor care studiază legile echilibrului fluidelor și ale corpurilor scufundate în ele. Un fluid se află în echilibru în momentul în care rezultanta forțelor ce acționează asupra masei de fluid este nulă.
Echilibrul fluidelor poate fi împărțit în două categorii:
- absolut, când fluidul se află în repaus față de un sistem de referință fix (repausul lichidului aflat într-un rezervor fix)
- relativ, cand fluidul este în repaus față de un sistem de referință mobil (repausul lichidului dintr-un rezervor aflat în mișcare)

Observație: Repausul absolut al fluidului este un caz limită al repausului relativ.
Forțele ce acționează asupra lichidelor sunt:
- forțele masice, forțe ce acționează în fiecare punct al masei de fluid, fiind determinate de câmpul de forțe externe în care se află lichidul și proporționale cu masa acestuia.(de exemplu: forța gravitațională, forța centrifugă, inerția, forța electromagnetică);
- forțele superficiale (de suprafață), forțe ce acționează asupra suprafețelor de delimitare a masei de fluid, fiind determinate de interacțiunea dintre moleculele de fluid cu moleculele fluidului înconjurător sau cu suprafețele solide cu care fluidul vine în contact. (de exemplu: forța de frecare la mișcarea fluidului, forță de presiune.